# Walter Brennan
Walter Andrew Brennan (Lynn, 25 de julho de 1894 – Oxnard, 21 de setembro de 1974) foi um ator de cinema e de televisão estadunidense, que se tornou conhecido principalmente pelos seus papéis coadjuvantes, pelo qual detém o atual recorde de Oscars na categoria. Atuou em mais de 200 filmes para cinema e televisão.

## Biografia
Descendente de irlandeses, filho de um engenheiro e inventor, Brennan estudou engenharia na Rindge Technical High School, em Cambridge, Massachusetts. Trabalhou posteriormente como bancário e alistou-se nas Forças Armadas dos Estados Unidos, servindo na 101st Field Artillery Regiment na França durante a Primeira Guerra Mundial. Após a guerra, foi para a Guatemala, onde se dedicou ao cultivo de abacaxis, indo depois para Los Angeles. Durante os anos 20 trabalhou no mercado de imóveis, enriquecendo, porém perdeu parte de sua fortuna quando o mercado caiu.
Estreou no cinema em 1923, como dublê, e a partir de então trabalhou em um grande número de filmes famosos, de todos os gêneros, sendo lembrado em especial por seus papéis nos western de Howard Hawks e John Ford.
Brennan foi um dos grandes atores que desempenharam, na maioria das vezes, papéis coadjuvante/secundários. Em 1932, perdeu seus dentes em um acidente, e ao longo de sua carreira fez vários personagens “sem dentes”. Seu primeiro papel importante foi em Barbary Coast (“Duas Almas se Encontram”), em 1935. Brennan trabalhou ininterruptamente no cinema e na TV até sua morte, em 1974. Seu último filme foi Smoke in the Wind, terminado em 1975. 
Notoriamente conservador, Brennan apoiou as campanhas presidenciais de Barry Goldwater, George Wallace e John G. Schmitz.

## Filmografia parcial
| - Lorraine of the Lions (1925) (não-creditado) - Blake of Scotland Yard (seriado, 1927) (não-creditado) - King of Jazz (1930) (“O Rei do Jazz”) - Heroes of the Flames (seriado, 1931, não-creditado) ("O Herói das Chamas") - Scratch-As-Catch-Can (1931) - The Airmail Mystery (seriado, 1932) - Horse Feathers (não creditado), 1932 - Texas Cyclone (1932) - Law and Order (1932) (“Lei e Ordem”) - Two-Fisted Law (1932) - The Invisible Man (1933) (não-creditado) - The Phantom of the Air (seriado, 1933) - Woman Haters (1934) (não-creditado) - Tailspin Tommy (seriado, 1934) - The Wedding Night (1935) (“Noite Nupcial”) - Restless Knights (1935) (não-creditado) - Party Wire (1935) (não-creditado) - Bride of Frankenstein (1935) (não-creditado) (“A Noiva de Frankenstein”) - Man on the Flying Trapeze (1935) - Barbary Coast (1935) (“Duas Almas se Encontram”) - Metropolitan (1935) - Three Godfathers (1936) - These Three (1936) (“Infâmia”) - The Moon's Our Home (1936) - Banjo on My Knee (1936) ("Um Romance no Mississippi") - Fury (1936) (“Fúria”) - Come and Get It (1936) (“Meu Filho é Meu Rival”) - Affairs of Cappy Ricks (1937) - The Buccaneer (1938) - The Adventures of Tom Sawyer (1938) (“As Aventuras de Tom Sawyer”) - The Cowboy and the Lady (1938) (“O Cowboy e a Granfina”) - The Texans (1938) ("A heroína do Texas") - Kentucky (1938) (“Romance do Sul”) - Mother Carey's Chickens (1938) ("Aves Sem Rumo") - The Story of Vernon and Irene Castle (1939) - Stanley and Livingstone (1939) ("As Aventuras de Stanley e Livingstone") - Northwest Passage (1940) (“Bandeirantes do Norte”) - The Westerner (1940) (“O Galante Aventureiro) - Meet John Doe (1941) (“Adorável Vagabundo”) | - Sergeant York (1941) (Sargento York) - This Woman Is Mine (Esta Mulher Me Pertence) - Swamp Water (1941) ("O Segredo do Pântano") - The Pride of the Yankees (1942) (“Ídolo, Amante e Herói”) - Stand by for Action (1942) - Slightly Dangerous (1943) - The North Star (1943) ("A Estrela do Norte") - Hangmen Also Die (1943) - To Have and Have Not (1944) ("Uma Aventura na Martinica") - Home in Indiana (1944) ("Amor Juvenil") - The Princess and the Pirate (1944) - Dakota (1945) - A Stolen Life (1946) - Centennial Summer (1946) ("Noites de Verão") - Nobody Lives Forever (1946) - My Darling Clementine (1946) (“Paixão dos Fortes”) - Driftwood (1947) - Scudda Hoo! Scudda Hay! (1948) - Red River (1948) ("Rio Vermelho") - Blood on the Moon (1948) ("Sangue na Lua") - Task Force (1949) - A Ticket to Tomahawk (1950) - Singing Guns ("Audácia dos Fortes") (1950) - Along the Great Divide (1951) ("Embrutecidos pela Violência") - The Far Country (1954) - Drums Across the River (1954) ("Tambores da Morte") - Bad Day at Black Rock (1955) - Come Next Spring (1956) - Good-bye, My Lady (1956) - The Proud Ones (1956) - Tammy and the Bachelor (1957) ("A Flor do Pântano") - Rio Bravo (1959) ("Onde Começa o Inferno") - How the West Was Won (1962) ("A Conquista do Oeste") - The Gnome-Mobile (1967) ("O Feiticeiro da Floresta Encantada") - Who's Minding the Mint? (1967) - Support Your Local Sheriff! (1969) ("Uma Cidade Contra o Xerife") - The Over-the-Hill Gang (1969) - The Over-the-Hill Gang Rides Again (1970) |

## Séries para TV
- Entre 1967 e 1969, Walter Brennan estrelou a série feita para a TV The Guns of Will Sonnett (“A Lenda de Um Pistoleiro”), em 50 episódios de 25 minutos cada, ao lado de Dack Rambo, Harry Dean Stanton, Claude Akins. Gênero Western.
- The Real McCoys (“Os Verdadeiros McCoys”), entre 3 de outubro de 1957 e 23 de junho de 1963. Gênero comédia.

## Premiações
- Oscar de melhor ator (coadjuvante/secundário) em 1936, com o filme Come and Get It (“Meu Filho é Meu Rival”)
- Oscar de ator (coadjuvante/secundário) em 1938, com o filme Kentucky (“Romance do Sul”).
- Oscar de ator (coadjuvante/secundário) em 1942, com o filme The Westerner (“O Galante Aventureiro”)
- Indicado ao Oscar de ator (coadjuvante/secundário) em 1941, com o filme Sergeant York (“Sargento York”). O Oscar foi ganho por Donald Crisp, em How Green Was My Valley (“Como Era Verde o Meu Vale”)